# Gille (Markenname)
Gille ist eine schwedische Keksmarke. 
Der Name der Kekse geht auf einen dialektalen (aus Schonen) schwedischen Ausdruck für Fest oder Feier mit Kuchen, Gebäck und Getränken, ähnlich einem Kaffeekränzchen zurück. 
Die Produkte der Firma Gillebagaren werden in Örkelljunga/Schonen, hergestellt. Gillebagaren haben laut der Aussage auf ihrer Homepage einen Marktanteil von 47 % und sind führend in der Produktion von Kleingebäck in Schweden. Gille wird in Deutschland hauptsächlich über die Firma Ikea vertrieben.
Gillebagaren gehörte bis zum Sommer 2008 zum Schweizer Unternehmen Valora AG in Muttenz (Schweiz), wurde dann an die Continental Bakeries Deutschland GmbH in Gronau/Westfalen verkauft.  